# Lestocq Robert Erskine
Lestocq Robert Erskine (Edimburgo, 6 settembre 1857 – Llandrindod Wells, 29 aprile 1916) è stato un tennista britannico.

## Biografia
Nacque in Scozia da Claudius ed Emily Erskine, entrambi anglo-indiani rimpatriati. Si sposò nel 1876 con Julia Freeling (1855-1888), dalla quale ebbe l'unica figlia Muriel (1876-1974). Si manteneva speculando in borsa ed era membro del London Stock Exchange.
Nel 1877 fu uno dei ventuno giocatori della prima edizione del torneo di Wimbledon, che allora prevedeva solo il singolare maschile. Erskine si dimostrò subito uno dei giocatori più capaci del panorama tennistico inglese, sconfiggendo al primo turno Henry Wheeler (6-2, 6-5, 6-2) e al secondo J. Lambert (6-2, 6-1), venendo eliminato ai quarti di finale da William Marshall (5-6, 6-5, 4-6, 1-6), poi finalista del torneo.
L'anno successivo si confermò come uno dei favoriti per il titolo, battendo al primo turno A. W. Nicholson (6-1, 6-1, 6-3), saltando il secondo per il ritiro di entrambi gli avversari, battendo al terzo F. W. Porter (6-1, 6-3, 5-6, 6-1), ai quarti di finale C. Hamilton (6-4, 3-6, 6-1, 3-6, 6-5) e in semifinale Herbert Lawford (6-3, 6-1, 6-3). Nella finale All-Comers venne tuttavia battuto da Frank Hadow (4-6, 4-6, 4-6), che poi divenne campione del torneo battendo Spencer Gore nella finalissima.
Nel 1879 Erskine passò il primo turno contro F. W. Porter (6-0, 6-1, 6-1) ma venne eliminato al secondo da John Hartley (4-6, 5-6, 6-5, 6-0, 5-6), che avrebbe poi vinto l'edizione di quell'anno sconfiggendo in finale Vere St. Leger Goold. Fu l'ultima partecipazione ufficiale al torneo di Wimbledon. Nello stesso 1879 aveva preso parte anche al primo torneo di doppio maschile della storia, l'Oxford Tournament, affiliato a Wimbledon in maniera non ufficiale, che vinse in coppia con Herbert Lawford sconfiggendo George Tabor e F. Durant (4-6, 6-4, 6-5, 6-2, 3-6, 5-6, 7-5) in un'inconsueta finale alla meglio di sette giochi.
Dopo il 1879 non giocò più a tennis, concentrandosi sull'attività finanziaria. Si candidò alle elezioni generali nel Regno Unito del 1906 nella circoscrizione di Horsham col Partito Liberale, ma arrivò secondo e non venne eletto. Ritentò l'elezione alle successive consultazioni del gennaio e del dicembre 1910, sempre senza successo.